# DJ Visage
DJ Visage is het pseudoniem van de Deense dj Martin Sig (Kopenhagen, 13 juni 1973) en de Oostenrijkse dj Norbert Reichart.

## Biografie
Martin Sig ontmoette de Oostenrijkse muziekproducer Norbert Reichart tijdens een formule 1-wedstrijd in 1997 op het circuit van Monza. Ze gebruikten de formule 1 als concept en toen hun eerste single "Formula" wereldwijd in 80 landen werd uitgebracht en met als gevolg dat de single een wereldwijde hit werd. Formula behaalde in de Nederlandse Top 40 de 3e plaats en in de Belgische Ultratop 40 bleef de single 5 weken op nummer 1 staan (van 21 maart tot 11 april 1998).
In 1998 kwam de 2e single "Geil!" uit. Er kwam verschillende merchandise op de markt zoals condooms en T-shirts met daarop de tekst "Geil!", om zo de verkoop van deze single een goede boost te geven. Een jaar later in 1999 bracht DJ Visage de single "The Return" uit (een cover van Andrea Bocelli & Sarah Brightman). Dit werd een  redelijk succes. Bij deze laatste single is het team uitgebreid. Voor deze single hadden ze een goede stem nodig. Zo vonden ze de 23-jarige Clarissa uit Denemarken die het team kwam versterken.

## Muziek

### Singles
- Formula (1997)
- Formula '98 (1998)
- Geil! (1998)
- the Return (1999)
- Der Totale Beat (2000)
- Rock That Sound (2001)
- Thunder (2001)

### Albums
- Past - Present - Future (2001)